# Cuentos infantiles en los sellos postales

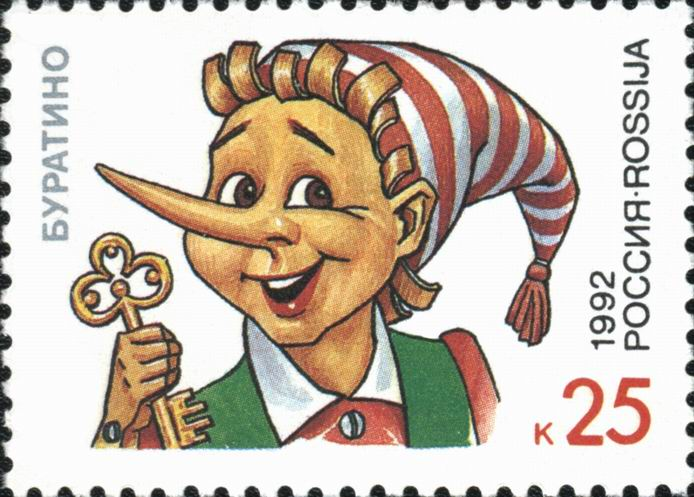
Buratino de A. Tolstoi. Rusia, 1992.

Cuentos infantiles en la filatelia es un área temática del coleccionismo de estampillas.
La aparición de los temas de cuentos infantiles se relaciona con la importante expansión que a los sellos postales se les dedicó en la segunda mitad del siglo XX. Hacia 1975 el tema de los cuentos infantiles aparecía en 500 estampillas, emitidas en diversos países. Durante los años subsecuentes en el mundo siguió el incremento en las emisiones filatélicas de esta temática.

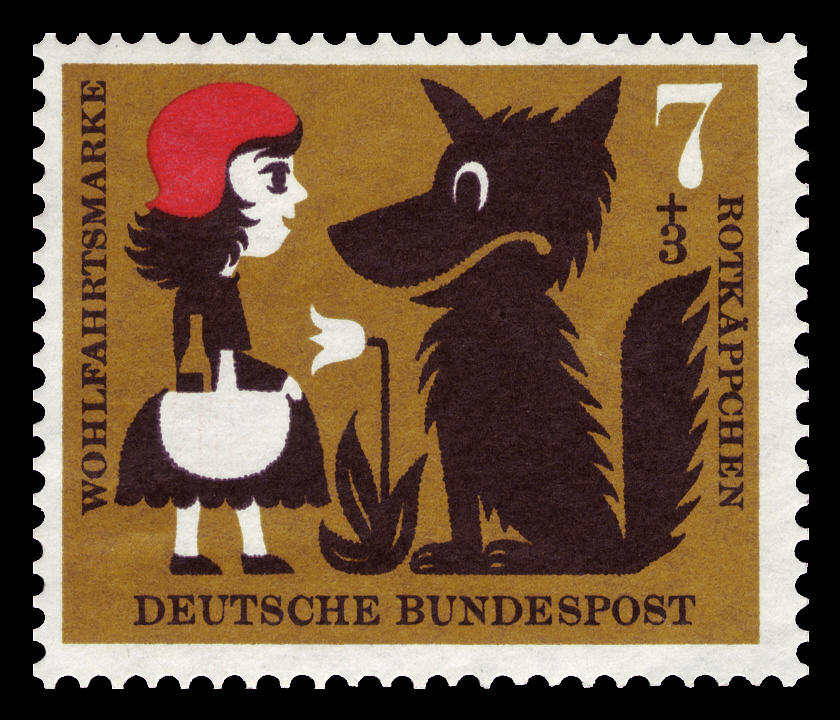
Caperucita Roja. RFA, 1960.

Especialmente conmemorativas - Andersen, hermanos Grimm y otros, en 1985, al 200- aniversario del nacimiento de Jakob Grimm, las emisiones dedicadas a los cuentos infantiles de los departamentos postales de Alemania, DDR, Suiza, Hungría, Bulgaria, Checoslovaquia, Dinamarca, Finlandia, Luxemburgo, Polonia, Rumania y Rusia, una temática que goza de gran popularidad entre los coleccionistas.